# 尤戈爾斯克
61°19′N 63°20′E / 61.317°N 63.333°E

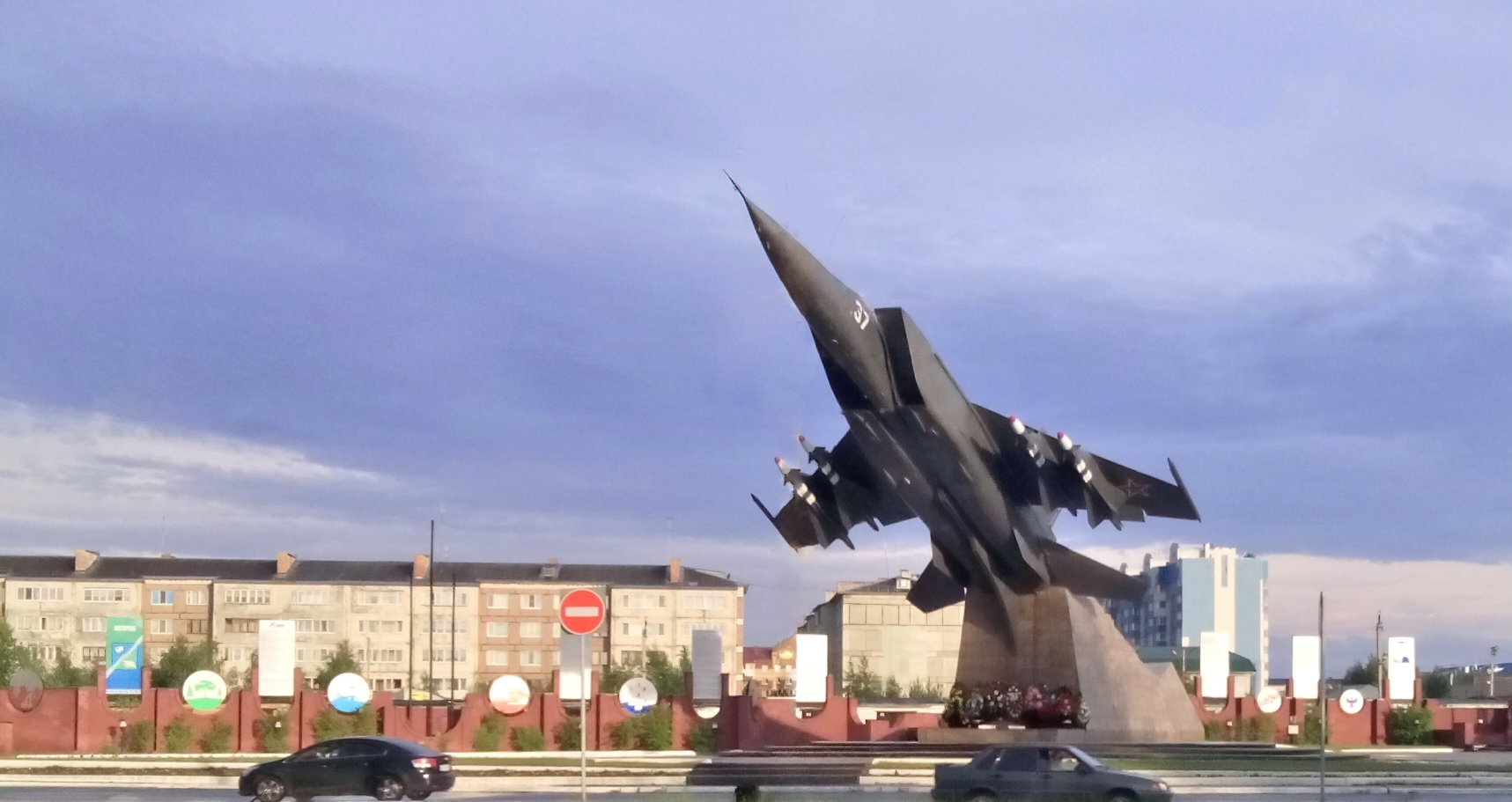
MiG-31雕像

尤戈爾斯克（羅馬化：Yugorsk）是俄羅斯漢特-曼西自治區西部的一個城市。2002年人口30,285人。
1963年開埠，時稱。1992年設市，並以當地的舊名（又作）命名。